# Baumholder
Baumholder é uma cidade da Alemanha localizada no distrito (Kreis ou Landkreis) de Birkenfeld, na associação municipal de Verbandsgemeinde Baumholder, no estado da Renânia-Palatinado.